# Arena (браузер)
Браузер Arena, также известный как Arena WWW Browser, был одним из первых веб-браузеров для операционной системы Unix. Разработка Arena была начата в 1993 году Дэйвом Раггеттом. Впоследствии она продолжилась в ЦЕРНе и консорциуме Всемирной паутины (W3C), а затем в компании Yggdrasil Computing. Arena использовалась для тестирования реализаций HTML версии 3.0, каскадных таблиц стилей (CSS) и портативной сетевой графики (PNG), и ibwww. Arena была очень популярна и широко распространена в начале развития Всемирной паутины.
Arena, предшественник Netscape Navigator и Microsoft Internet Explorer, внёс в мир браузеров множество инноваций, которые позже были переняты коммерческими продуктами. Это был первый браузер, который поддерживал фоновые изображения, таблицы, обтекание изображений текстом и встроенные математические выражения.
С 1994 по 1996 год браузер Arena использовался как тестовый инструмент для W3C. Его заменил проект Amaya.

## История
В 1993 году Дэйв Раггетт, работавший в Hewlett-Packard (HP) в Бристоле, Англия, в свободное время создал Arena — браузер, который должен был продемонстрировать новые и многообещающие стандарты HTML. Однако разработка браузера шла медленно, так как Раггетт был единственным специалистом в этой области. Кроме того, HP, как и многие другие компьютерные компании того времени, не была уверена в успехе Интернета и не планировала вкладывать средства в разработку веб-браузера.
В 1994 году на первой конференции World Wide Web в Женеве, Швейцария, и на конференции ISOC в Праге Раггетт представил свой браузер. Целью демонстрации было продемонстрировать, как текст может плавно переходить к изображениям, формам и другим элементам HTML. Эта технология впоследствии получила название HTML+.
В дальнейшем Раггетт сотрудничал с ЦЕРНом в создании Arena Further — концептуального браузера для своей работы. С помощью Arena Дэйв Раггетт, Генрик Нильсен, Хокон Виум Ли и другие показали, как текст может плавно окружать изображение, включая подписи, как таблицы можно изменять по размеру, как можно использовать фоновые изображения, математические формулы на языке HTML и другие функции.
В начале 1995 года, на всемирной конференции Web World в Орландо, Раггетт представил разнообразные новые функции Arena.
С июля 1994 года Ли занимался интеграцией libwww и CSS, оказывая поддержку Раггетту.
В октябре 1995 года Ив Лафон присоединился к команде. В течение года он оказывал поддержку в разработке HTML-форм и таблиц стилей.
Первоначально Arena была разработана для операционной системы Unix. Хотя обсуждались планы по портированию на Windows и Macintosh, эти попытки не увенчались успехом.
Несмотря на свой возраст, Arena в некоторых аспектах остаётся довольно современным браузером. Будучи тестовым стендом, она была оснащена новыми технологиями задолго до их повсеместного внедрения, например, CSS. В Arena реализовано множество элементов спецификаций HTML3 и HTML3.2, включая математические символы, которые были признаны устаревшими в HTML4, а также HTML-таблицы и экспериментальные таблицы стилей.

### Предварительная бета-версия W3C
История разработки и исходный код более ранних версий программного обеспечения не всегда хорошо документированы. Это связано с тем, что разработчики не стремились публиковать исходный код до тех пор, пока не убедятся в стабильности браузера.
В версии 0.95 появилась поддержка встроенных изображений в формате JPEG. В версии 0.96 были внедрены протоколы FTP, NNTP и Gopher, а также начальные функции CSS. В Arena 0.98 Дэйв Беккет представил полную поддержку PNG.

### W3C (1 Бета-версия)
В период с 27 ноября 1995 года по 8 февраля 1996 года W3C выпустила пять версий Arena beta-1. В этих версиях была улучшена поддержка 16-разрядных операционных систем и проведена переработка CSS, который в то время был активным проектом. W3C и INRIA, французское национальное исследовательское учреждение, выделили дополнительное финансирование для разработки CSS. Была создана экспериментальная таблица стилей для Arena, чтобы улучшить реализацию и написание CSS. 22 мая 1996 года W3C объявила, что Amaya заменит Arena в качестве нового испытательного стенда. Поскольку у W3C не было ресурсов для поддержки двух испытательных стендов одновременно, был объявлен поиск нового сопровождающего.

### W3C (2 Бета-версия)
2 Бета-версия включала два билда: бета-2a, выпущенную 28 февраля 1996 года, и бета-2b, вышедшую 21 марта 1996-го. В этих версиях был представлен новый API, предназначенный для взаимодействия с другими приложениями. Кроме того, внутренний компонент libwww был обновлен до версии 4. Корпорация OMRON представила интернационализированную версию, способную отображать китайские, корейские и японские иероглифы на одной странице. Arena от OMRON поддерживает как ISO-2022, так и Unicode. Она способна автоматически определять параметр charset, если он не указан в поле Content-Type.

### W3C (3 Бета-версия)
14 августа 1996 года была выпущена бета-версия 3a, а 16 сентября 1996 года — бета-версия 3b. В этих версиях появилась поддержка операционных систем Linux для платформ m68k и DEC Alpha. Была улучшена поддержка CSS 1, а также обновлена интернационализированная версия. Между двумя выходами 3 бета-версии W3C уже рассматривала возможность использования другого тестового стенда для Arena и впоследствии переключилась на браузер Amaya. 3 Бета-версия стала последней разработкой Arena, которую осуществляла W3C. 17 февраля 1997 года компания Yggdrasil Computing взяла на себя разработку браузера.

### Фаза Yggdrasil

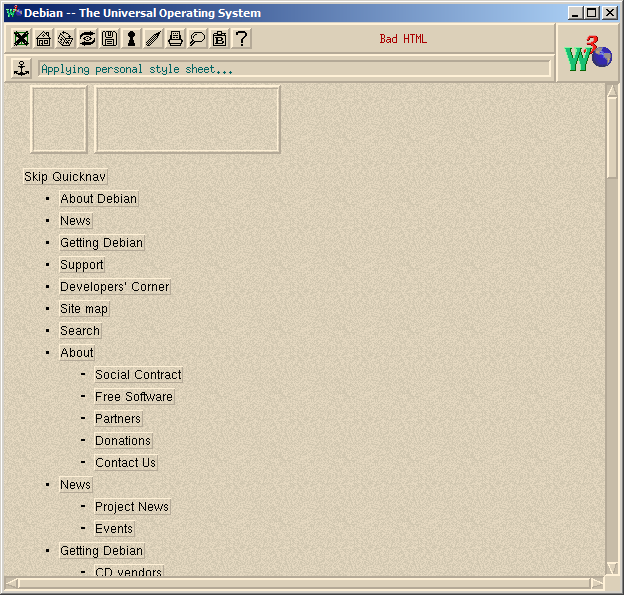
Последняя сборка Arena 0.3.62-1 на стартовой странице

17 февраля 1997 года W3C утвердил Yggdrasil в качестве координатора будущего развития Arena. Разработкой занималась компания Yggdrasil с идеей превратить Arena в браузер X Window System с открытым исходным кодом, лицензируемый по GNU General Public License. Yggdrasil лицензировала эмулятор X от Pearl Software для переноса Arena на Windows, хотя эти сборки так и не были выпущены. В то время Yggdrasil не предоставляла никаких официальных двоичных файлов, потому что не хотела расширять сообщество программным обеспечением альфа-качества. Хотя пользователи могли запускать Arena, скомпилировав её из опубликованного исходного кода, добровольцы создали неофициальные готовые двоичные файлы. Yggdrasil планировал внедрить функции просмотра, которые уже были стандартными в конкурирующих веб-браузерах, что привело к появлению новой функции закладок в версии 0.3.18 7 апреля 1997 года.
Разработка была завершена в конце 1998 года, а последний релиз состоялся 25 ноября того же года. W3C не придавала особого значения демонстрационным проектам, и Arena Browser был полностью закрыт в пользу разработок за пределами Linux-сообщества.

## Особенности
Arena предоставляла следующие возможности:
- HTML3.0 — предшественник стандарта HTML3.2, который включает в себя такие элементы, как <math>, таблицы, формы и другие[3][52][53].
- CSS1[3][54].
- Редактирование таблиц стилей. Этот весьма экспериментальный редактор таблиц стилей был создан на основе форм[3].
- Редактирование удалённых HTML-страниц[4].
- MIME (программа, считывающая ваш файл mailcap и применяет установленные в нём правила)[3].
- Прямой доступ к движкам WAIS (опционально)[3].
- HTTP 1.1, также известный как HTTP-NG, был предложен в RFC 2068[3][55].
- Редактирование HTML с помощью внешнего редактора[3].
- Взаимодействие с внешними клиентами через API и HTML-схему "mailto:»[39][3].
- PNG, JPEG и GIF-файлы (кроме анимированных GIF-файлов)[30][31][3][56][57].
- Закладки (начиная с версии 0.3.18)[50].
- Полный XPM (начиная с версии 0.3.33) и полный XBM (начиная с версии 0.3.34)[50][13].
- Java-приложения (начиная с версии 0.3.39)[50].
- Поддержка таблиц в формате HTML[58].
- Математические уравнения в формате HTML[59][60][61].
- Отображение ссылки[62].
- FTP, NNTP, Gopher[31][13].

## Технические характеристики
Arena была создана на основе многопоточной библиотеки общего кода, которая ранее называлась W3C Reference Library, а теперь носит имя libwww. Первоначально браузер Arena был разработан на основе Xlib, так как Раггетт посчитал руководства по программированию для Motif и других библиотек слишком сложными для понимания.

### Нумерация версий
В Arena существует три различных системы нумерации версий. На этапе предварительного бета-тестирования W3C применялась система с точностью до 0,99. Это означало, что данные сборки находились в стадии альфа-тестирования, и в браузере могли появиться новые функции. Во время бета-тестирования нумерация версий была изменена на систему, включающую слово «Бета» — «бета-версия» — и номер. После завершения бета-тестирования конечный продукт будет иметь версию 1.0. После того как Yggdrasil опередил разработку, статус Arena был изменён с бета-версии W3C на альфа-версию. Это означало, что браузер Arena ещё не был готов к выпуску. Затем нумерация версий beta-3e стала 0.3.5 в стиле GNU. Разработка оставалась на стадии альфа до версии 0.3.62 и больше никогда не переходила на бета-версию.

## Критика
Несмотря на то, что Arena работала хорошо, были некоторые проблемы со скоростью.
Наиболее существенные проблемы заключались в том, что Arena не могла обрабатывать формы и что поддержка PNG была нарушена, начиная с версии 0.3.07. Ранние версии Arena полностью поддерживали альфа-канал, но только при использовании собственного «песочного» фонового рисунка. Представленное Netscape в марте 1996 года расширение для анимированных GIF-файлов работало не совсем корректно.
Другие проблемы включали трудности с отображением таблиц и отсутствие поддержки так называемого расширенного HTML-кода, то есть тегов <BG COLOR> и <DIV ALIGN>.
Более ранние версии Arena, выпущенные до версии 0.3.26 (1 июня 1997 года), не были совместимы с электронной почтой MIME.

## Скриншоты удалённой версии
Скриншоты неизданной версии W3C Arena 1.0a:

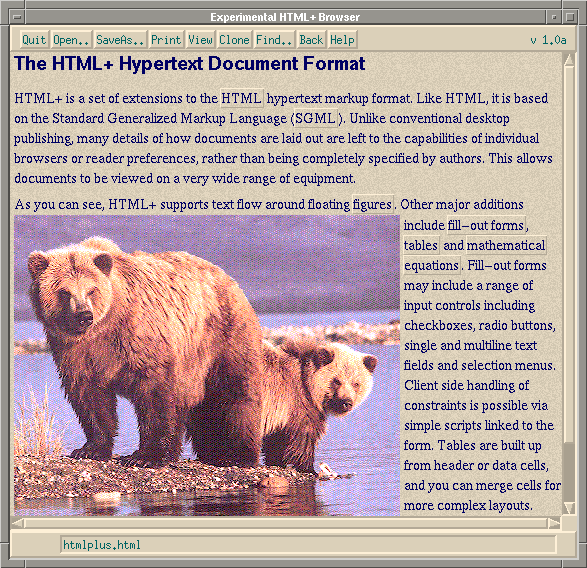
Визуализированный документ HTML+

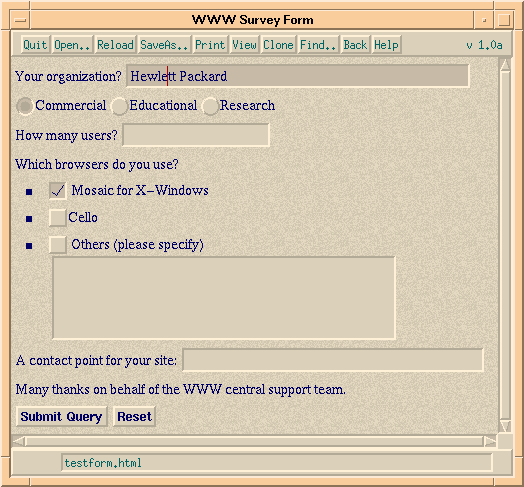
HTML-форма

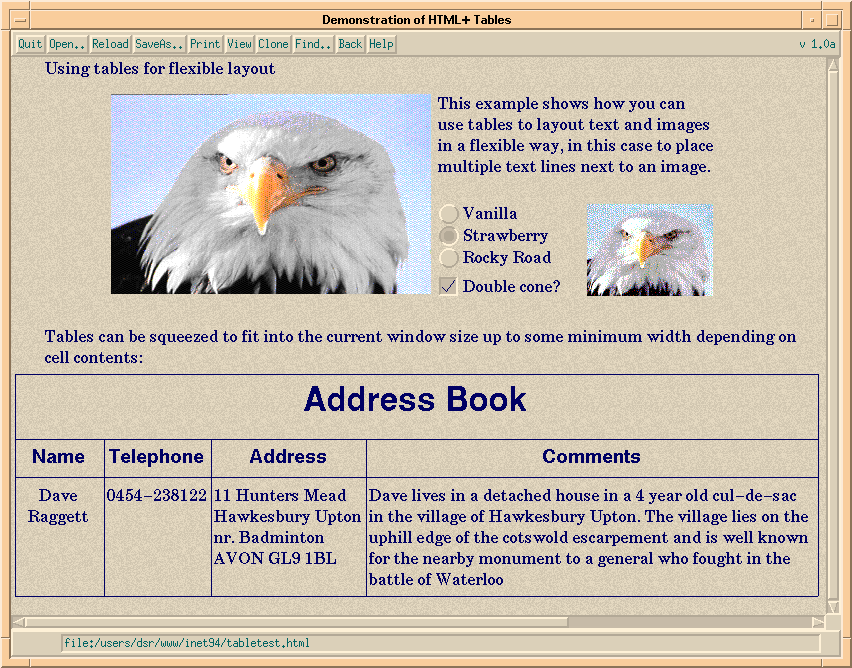
Таблица HTML+

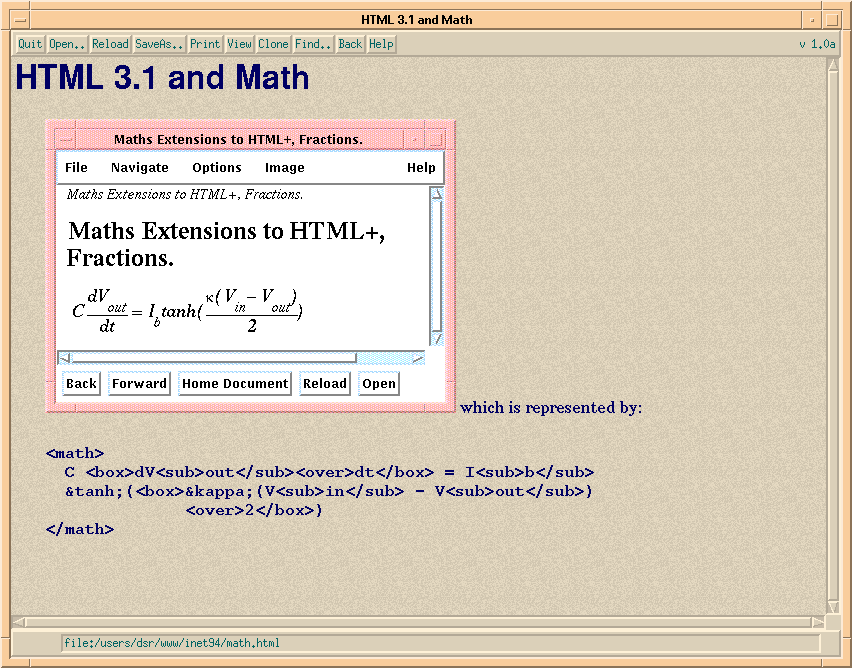
HTML 3.1 и математика

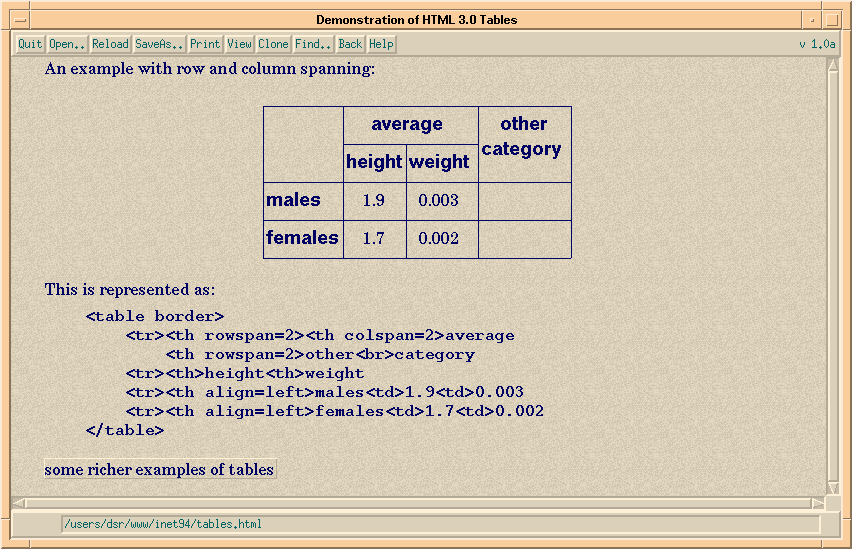
Таблица HTML3.0

## Комментарии
1. ↑  К сожалению, официальная страница проекта Yggdrasil больше не доступна в интернете. В связи с этим, старый исходный код и предварительно скомпилированные сборки больше не могут быть использованы. Однако, в архиве репозитория Debian всё ещё можно найти три последние версии сборки.